# Sárgalemezű pókhálósgomba
A sárgalemezű pókhálósgomba (Cortinarius croceus) a pókhálósgombafélék családjába tartozó, Európában és Észak-Amerikában honos, valószínűleg mérgező gombafaj.

## Megjelenése
A sárgalemezű pókhálósgomba kalapja 1,5–6 cm széles, alakja kissé domború, esetleg púpos. Felülete nemezes vagy finoman pikkelyes, széle kissé bordás. Színe sárgás, fahéj- vagy rezes barnás. Húsa citromsárga, a tönkben nedvesen zöldessárga. Szaga retekre vagy jodoformra emlékeztet.
Közepesen sűrű, felkanyarodó vagy tönkhöz nőtt lemezei fiatalon citromsárgásak, később a spórák érésével narancsbarnásak. Spórapora rozsdabarna. Spórái ovális vagy mandula alakúak, többé-kevésbé rücskös felszínűek, 6,5-9 x 4,5-5,1 mikrométeresek.
Tönkje 3–8 cm magas és 0,3-0,8 cm vastag. Színe kissé szálazottan sárgás, alján barnás is lehet. A fiatal gombáknál rövid ideig megtalálható a kalapszélt a tönkkel összekötő fátyol.

### Hasonló fajok
Hasonlít hozzá az enyhén mérgező fahéjbarna pókhálósgomba, amelynek lemezei narancsszínűek.  

## Elterjedése és termőhelye
Európában és Észak-Amerikában honos. Magyarországon nem ritka. Savanyú talajú lomb- és fenyőerdőkben nő. Augusztustól novemberig terem.
Rokonaihoz hasonlóan feltehetően mérgező. 

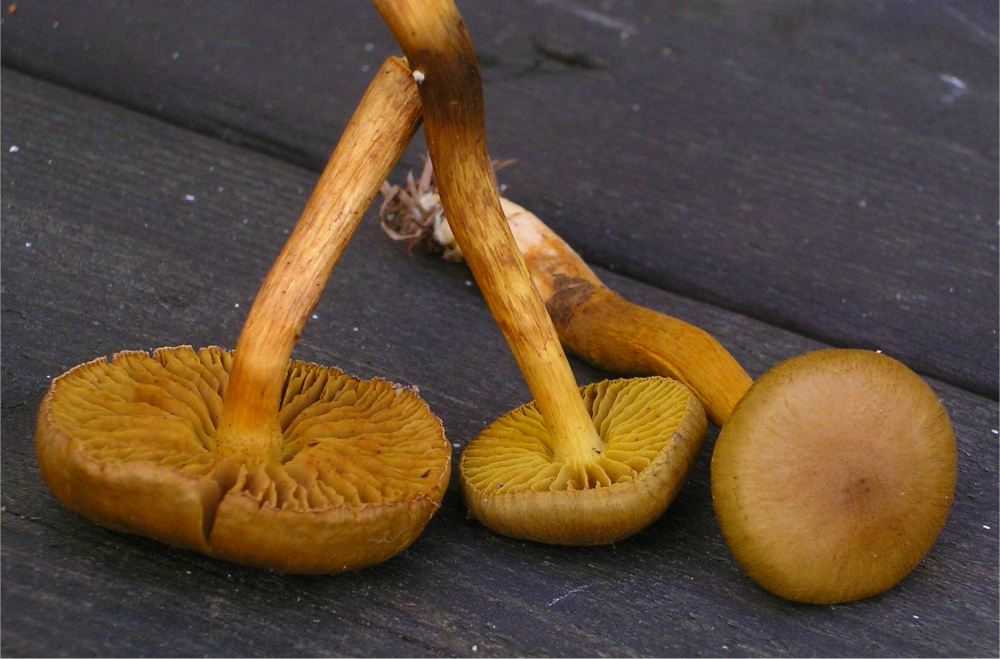
Sárgalemezű pókhálósgomba
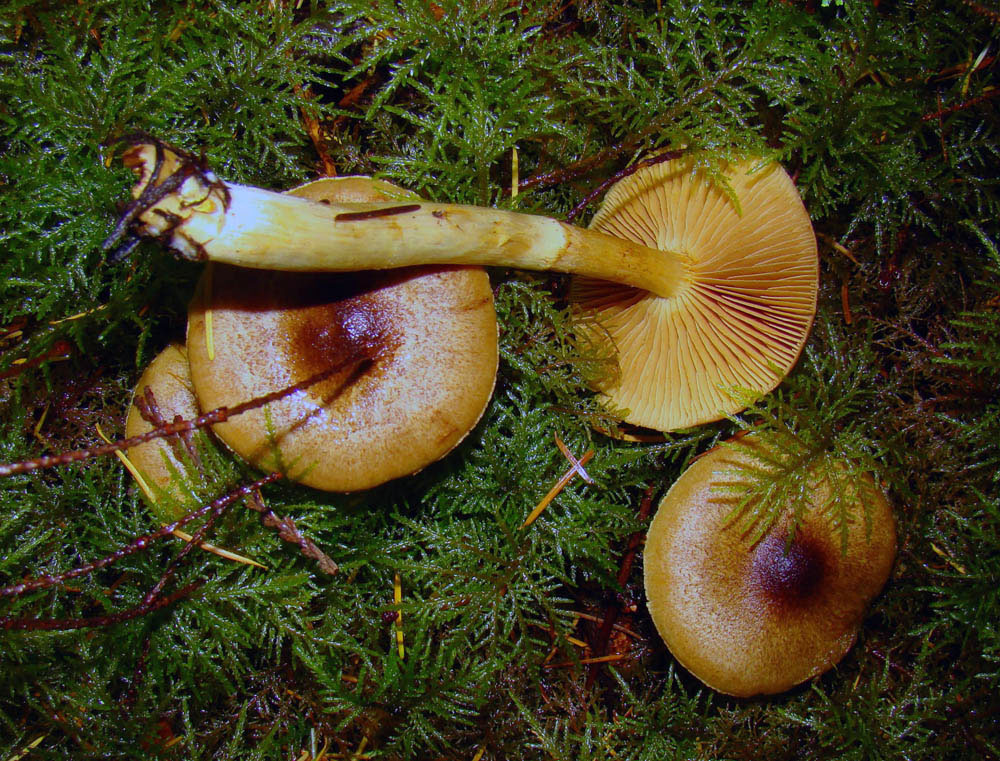
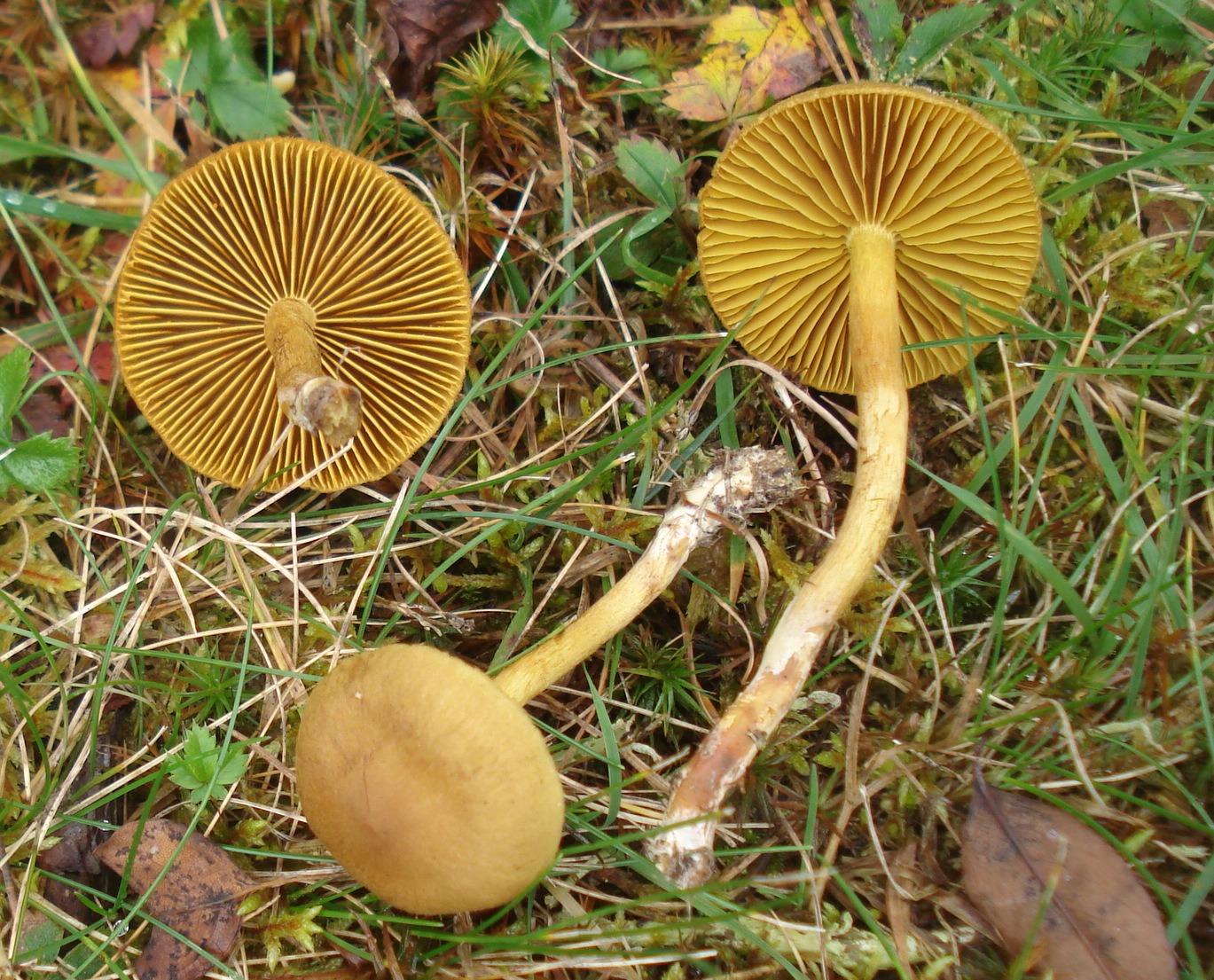
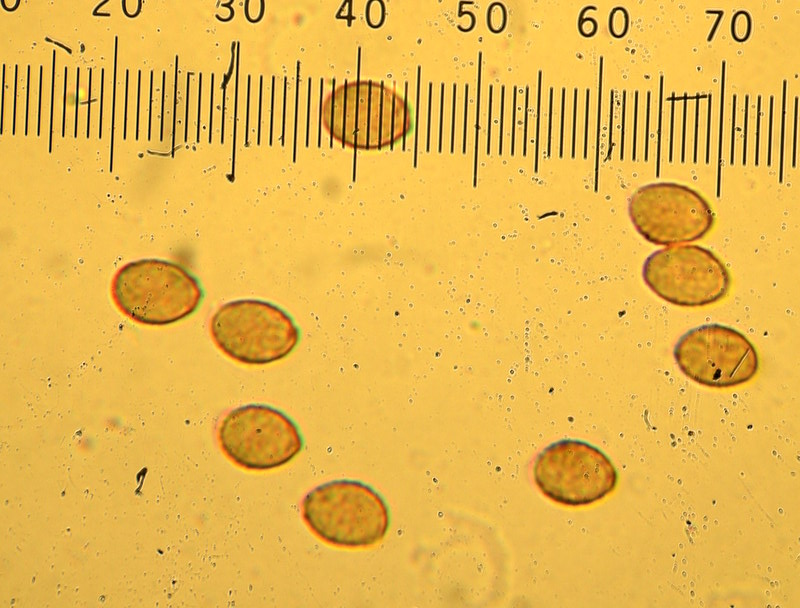
Spórái